# ارتجاع بصري

مثال 1. ارتجاع بصري

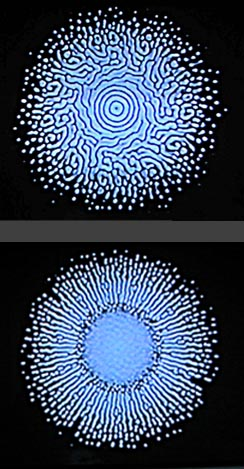
مثال 2. لقطات
من الارتجاع البصري

الارتجاع البصري في الفيزياء هو تعدد صورة الشيء عند وضعه بين مرآتين مستويتين متوازيتين. تنعكس صورة الشيئي مرارا بين المرآتين وتتكر بعدد لا نهائي.
ومن الممكن أن بحدث الارتجاع البصري عنما نمسك كاميرا الفيديو ونصلتها لتصوير صورتنا الظاهرة على شاشة تلفزيون مثلا. نجد أن صورتنا تتكرر على شاشة التلفزيون.
وتختلف الصور الناتجة من ارتجاع بصري بين كاميرا ومونيتور على طريقة ضبطهم من حيث التضخيم والوضوح والمسافة بينهم والزاوية بينهم. كما يمكن خلط الارتجاع البصري بالموسيقى أو أي مصدر آحر للصوت، مما يؤثر على دورة التصوير وارتجاع الصورة.

## تعليقات الفيديو

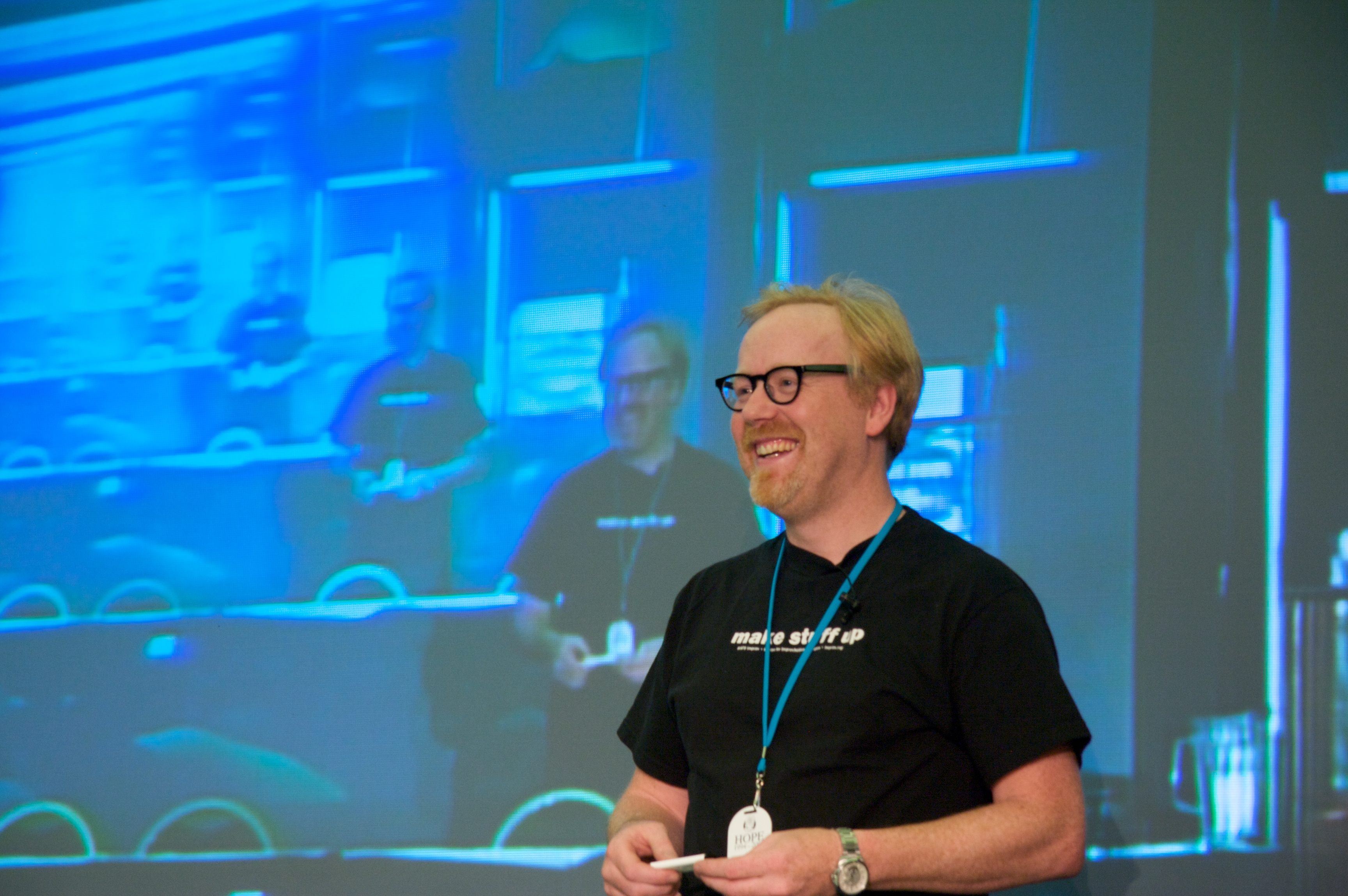
ارتجاع صورة آدم سافاج.

ارتجاع صورة الفيديو هي عملية تبدأ وتستمر عندما تصوب كابيرا الفيديو على الصورة الناتجة منها على المونيتور. تتأخر صورة الكاميرا قليلا بسبب مرور الصورة الرقمية في الدارة الكهربائية لجهاز التصوير ثم في دارة المونيتور.

## اقرأ أيضا
- الليزر
- تأثير زيمان
- ذرة
- مدار ذري
- توزيع إلكتروني
- طيف
- الليزر
- لحام فيض الليزر
- مرنان بصري